# Marmore
Le Marmore est un affluent de la Doire Baltée qui descend du Valtournenche, dans la basse Vallée d'Aoste. C'est un sous-affluent du Pô.

## Géographie
La longueur de son cours d'eau est de 30 km.
Il naît du lac Goillet, dans le haut Valtournenche. Il traverse le gouffre des Busserailles près de Valtournenche et reçoit plusieurs affluents le long de la vallée avant de se jeter dans la Doire Baltée à Châtillon.